# Piotr Hong Pyŏng-ju
Piotr Hong Pyŏng-ju (ko. 홍병주 베드로) (ur. 1799 w Sosan, Korea, zm. 31 stycznia 1840 w Seulu) – święty Kościoła katolickiego, męczennik, katechista.
Piotr Hong Pyŏng-ju był wnukiem Hong Nang-min, chrześcijanina zamęczonego w 1801 roku i bratankiem (lub siostrzeńcem) Protazego Hong, męczennika z 1839 roku. Służył razem ze swoim młodszym bratem Pawłem Hong Yŏng-ju jako katechista. Oprócz nauczania katechumenów bracia poświęcali swój czas opiece nad chorymi. Po rozpoczęciu prześladowań katolików dawali oni schronienie księżom misjonarzom. Władze postanowiły ich zaaresztować. Byli przesłuchiwani i torturowani, ale nie udało się skłonić ich do wyrzeczenia wiary. Piotr Hong Pyŏng-ju został ścięty 31 stycznia 1840 roku razem z 5 innymi katolikami (Augustynem Pak Chong-wŏn, Magdaleną Son Sŏ-byok, Agatą Yi Kyŏng-i, Marią Yi In-dŏk i Agatą Kwŏn Chin-i). Jego brata ścięto następnego dnia (ówczesne koreańskie prawo zabraniało tracić tego samego dnia osób pochodzących z jednej rodziny).
Dzień jego wspomnienia przypada 20 września (w grupie 103 męczenników koreańskich).
Beatyfikowany razem z bratem 5 lipca 1925 roku przez Piusa XI, kanonizowany 6 maja 1984 roku przez Jana Pawła II w grupie 103 męczenników koreańskich.